# 努西瓦里卡區
努西瓦里卡區，是馬達加斯加的行政區，位於該國東部，由法土法韋-非圖韋那尼區負責管轄，首府設於努西瓦里卡，面積3,925平方公里，2011年人口228,769，人口密度每平方公里58人。